# Église de la Nativité-de-la-Vierge de Glénic
Pour les articles homonymes, voir Église de la Nativité-de-la-Vierge.
L'église de la Nativité-de-la-Vierge de Glénic est située à Glénic, dans le département de la Creuse, en région Nouvelle-Aquitaine en France.

## Localisation
L'église se trouve au nord-ouest du village, place de l'église.

## Histoire
L’église a été bâtie de la fin du XIe siècle au début du XIIe siècle à l’emplacement d’un temple gallo-romain. Elle fut ensuite remaniée et fortifiée au XVe siècle pendant la guerre de Cent Ans. Dépourvue de clocher, elle constitue un exemple remarquable d’architecture religieuse et militaire alliant facture romane et gothique.
Élément d’un ancien prieuré dépendant de l’abbaye Saint-Augustin-lès-Limoges, elle a été acquise par Raymond de Beinac, abbé de Saint-Augustin à Limoges, mort en 1182. En 1612, le prieuré de Glénic fut uni à perpétuité à la mense conventuelle de cette abbaye. L’abbé de Saint Augustin prit alors le titre de prieur de Glénic.
Les récentes découvertes archéologiques ont permis de préciser la chronologie du site avec:
- D’abord, une occupation antique du site dès la période du Haut Empire (IIe siècle ap. J.-C.) à l’époque gallo-romaine. À l’emplacement de l’église ou très proche, la présence d’un mausolée imposant a été confirmée par la découverte d’un linteau épitaphe exposé au fond de l’église et portant notamment le nom de PACATUS déjà identifié sur une inscription funéraire à Limoges. Les nombreux blocs de granite, vestiges architecturaux ou funéraires présents dans la construction actuelle en attestent l’origine.
- une nécropole mérovingienne aurait ensuite succédé au monument gallo-romain, hypothèse validée par les découvertes mobilières effectuées à l’intérieur de l’église. Deux sarcophages dont un en coffre de briques (du VIIe siècle) témoins de cette époque sont exposés sous vitre à droite en entrant. Un couvercle de sarcophage gravé d’une épée se trouve dressé chapelle Sud.
- enfin, la construction d’une église d’abord limitée au chœur et à deux travées (XIe siècle). C’est à partir du XVe siècle, pendant la guerre de Cent Ans, que sa vocation militaire apparaît, probablement due à sa situation stratégique. L’église fut alors fortifiée et agrandie. La nef primitive fut allongée de deux travées (voûtes à croisées d’ogives). Le chœur surélevé et flanqué de deux tourelles comportait un chemin de ronde aujourd’hui disparu. Deux échauguettes furent également ajoutées.

En 1973, des travaux intérieurs ont permis la découverte d’un exceptionnel ensemble de peintures du XVe siècle. Les décors sont originaux avec notamment une interprétation de La Chute d’Adam et Eve.
Les fouilles archéologiques et les travaux de restauration extérieurs et intérieurs entrepris depuis 1995 ont permis de consolider l’édifice, de mettre en valeur le décor intérieur notamment les fresques, de restaurer le mobilier et les statues et enfin de présenter au public les découvertes les plus remarquables.
L'édifice est classé au titre des monuments historiques par arrêté du 18 décembre 1989.

## Description
Sans clocher mais avec une cloche dans la charpente, l’église est fortifiée, composée d’une nef de quatre travées voûtées d’ogives, terminée par une abside à 5 pans qui constitue le chœur. Deux chapelles latérales se font face dans la seconde travée de la nef.

## Mobilier
Outre les peintures murales de la Renaissance, classées en le 10 octobre 1968, divers objets sont protégés dans la base Palissy

## Valorisation du patrimoine
Des concerts peuvent être organisés dans l'église.

## Distinction
La commune a obtenu en 2010 le Premier Prix national des Rubans du Patrimoine pour les travaux de restauration effectués.